# 黄背草
黄背草，又名黄倍草（菩草、蓓草、倍草）、阿拉伯黄背草，同物異名日本苞子草，俗稱黄麦秆，为禾本科菅属下的一个种。多年生草本；稈粗壯，直立，叢生，帶黃色，高50-150 ㎝，基部徑3-4 ㎜，光滑無毛， 近節環處略被白粉。分布在韓國、日本、 華中、華南、華西、福建、臺灣至東南亞、 西南亞、印度、非洲與澳洲。

## 扩展阅读
- 維基物種上的相關：日本苞子草

1. 1 2  . Australian Plant Census.   [2 July 2019]. （原始内容存档于2019-07-02）.
2. ↑  .   [2023-01-06]. （原始内容存档于2023-01-06）.